# Thomas Hengelbrock
Thomas Hengelbrock (Wilhelmshaven, 9 giugno 1958) è un violinista, musicologo, regista teatrale e direttore d'orchestra tedesco.
Hengelbrock è fondatore e direttore del coro Balthasar-Neumann-Chor e dell'orchestra Balthasar-Neumann-Ensemble. Dal 2011 è il direttore d'orchestra principale della NDR Symphony Orchestra.

## Vita e carriera
Hengelbrock è nato a Wilhelmshaven. Ha studiato violino con Rainer Kussmaul ed ha iniziato la sua carriera a Würzburg e a Friburgo in Brisgovia. Ha lavorato come assisteme per Witold Lutosławski, Mauricio Kagel e Antal Doráti ed ha suonato con gruppi musicali come il Concentus Musicus Wien alla direzione di Nikolaus Harnoncourt. Nel 1985 ha co-fondato la Freiburger Barockorchester per la quale ha lavorato come violinista e direttore.
Nel 1991 Hengelbrock ha fondato a Friburgo il coro Balthasar-Neumann-Chor e nel 1995 l'orchestra Balthasar-Neumann-Ensemble con lo scopo di rappresentare lavori dal Barocco fino alla musica contemporanea nel formato "Historically informed", come le opere di Verdi il Rigoletto e il Falstaff messe in scena presso la Festspielhaus Baden-Baden nel 2004 e nel 2007.
Hengelbrock è stato direttore della Deutsche Kammerphilharmonie Bremen dal 1995 al 1999, e direttore musicale della Wiener Volksoper dal 2000 al 2003. Nel 2001 ha fondato il "Feldkirch Festival" presso la città di Feldkirch, Vorarlberg, di cui è stato direttore artistico fino al 2006.
Hengelbrock è stato invitato come direttore di orchestre internazionali come l'Orchestra sinfonica della radio bavarese, la Munchner Philharmoniker, e la Chamber Orchestra of Europe.
Hengelbrock ha fatto il suo debutto al Festival di Bayreuth dirigendo il Tannhäuser di Wagner nel 2011.
Nel 2011 è diventato il successore di Christoph von Dohnányi alla direzione della NDR Elbphilharmonie Orchester.

## Progetti Speciali
Per EXPO 2000 Hengelbrock ha creato "Ekklesiastische Aktion" con la musica di Bernd Alois Zimmermann, György Ligeti e Johann Sebastian Bach. Ha collaborato con compositori come Jan Müller-Wieland, Qigang Chen, Erkki-Sven Tüür e Simon Wills.
Con il suo coro e la sua orchestra Balthasar-Neumann ha messo in scena diverse opere come il Don Giovanni di Mozart per il Festival di Feldkirch 2006 e Il re pastore per il Festival di Salisburgo 2006.
Nel 2005 in collaborazione con Pina Bausch ha diretto Orfeo ed Euridice di Gluck a Parigi. L'opera è stata presentata dal coro e dall'orchestra Balthasar-Neumann, con il Balletto dell'Opera di Parigi presso l'Opera Garnier. Nel 2008 è stata anche eseguita presso l'antico teatro Greco di Epidauro.
Nel 2008 Hengelbrock ha presentato presso il teatro Dortmund Il franco cacciatore di Carl Maria von Weber con la Mahler Chamber Orchestra. Successivamente l'opera è stata messa in scena anche a Baden-Baden da Bob Wilson, e la Messa in Si Minore di Bach sempre con l'orchestra Balthasar-Neumann.
Nel giugno del 2010 ha presentato a Dortmund l'opera di Vincenzo Bellini la Norma con Cecilia Bartoli che ha cantato nel ruolo principale per la prima volta.
Nel 2023 dirige per la prima volta in assoluta l’edizione originale e mai eseguita prima della Cavalleria Rusticana di Mascagni, riversata in CD.

## Registrazioni selezionate
- Festa teatrale: Carnevale a Venezia & Firenze - Pietro Antonio Giramo, Giovanni Legrenzi, Claudio Monteverdi, Francesco Lambardi, Diego Ortiz, Orazio Vecchi, Salamone Rossi, Tarquinio Merula, Giovanni Giacomo Gastoldi - Balthasar-Neumann-Chor, Balthasar-Neumann-Ensemble, Deutsche Harmonia Mundi 2000
- Musica per San Marco A Venezia - Claudio Monteverdi, Giovanni Gabrieli, Francesco Cavalli, Giovanni Croce, Alessandro Grandi, Biagio Marini, Claudio Merulo - Balthasar-Neumann-Ensemble, Balthasar-Neumann-Choir.[13]
- Aus der Notenbibliothek von Johann Sebastian Bach Vol. 1 (Dalla libreria musicale di Johann Sebastian Bach) – Tomaso Albinoni, Francesco Conti, Pietro Locatelli, George Frideric Handel, Johann Sebastian Bach – Sibylla Rubens, Balthasar-Neumann-Ensemble, Hänssler Classic, 2002
- Dalla libreria musicale di Johann Sebastian Bach Vol. 2: Pachelbel, J. S. Bach, J. C. Kerll CD 2005
- Mozart: Il re pastore – Annette Dasch, Marlis Petersen, Krešimir Špicer, Arpiné Rahdjian, Andreas Karasiak, Balthasar-Neumann-Ensemble, Deutsche Grammophon, DVD 2006